# Mauritanobuthus geniezi
Genre
Espèce
Mauritanobuthus geniezi, unique représentant du genre Mauritanobuthus, est une espèce de scorpions de la famille des Buthidae.

## Distribution
Cette espèce est endémique de Mauritanie. Elle se rencontre vers Tergit.

## Habitat
Cette espèce se rencontre dans le Sahara.

## Description
La femelle holotype mesure 34,4 mm.

## Étymologie
Cette espèce est nommée en l'honneur de Philippe Geniez de l'École pratique des hautes études qui a découvert l'holotype. 
Le nom de ce genre est créé à partir de Mauritanie, lieu de découverte de l'espèce type.

## Publication originale
- Qi & Lourenço, 2007 : « Distribution of endemic relict groups of Saharan scorpions, with the description of new genus and species from Mauritania. » Comptes Rendus Biologies, vol. 330, no 1, p. 80-85.